# Heronov vodoskok
Heronov vodoskok ili Heronova fontana je hidraulički stroj koji je izumio matematičar i fizičar iz 1. stoljeća poslije Krista, Heron iz Aleksandrije. On je proučavao tlak zraka i vodene pare, opisao prvi parni stroj i gradio igračke koje bi izbacivale vodu, jedna od njih poznata je kao Heronov vodoskok. 

## Kostrukcija
Dok voda curi iz posude A u posudu C, spušta se razina vode u posudi B. Cijev P2 potiskuje zrak kroz cijev u posudu B, zato što tlak pC postaje veći od atmosferskog tlaka p0. Tlak u posudi B, pB je jednak tlaku pC, što znači da je pB > p0. To izaziva vodu da ide uz cijev stvarajući vodoskok.

## Slike
|                   |                              |                                       |                   |
| Heronov vodoskok. | Primjer Heronovog vodoskoka. | Skica djelovanja Heronovog vodoskoka. | Heronov vodoskok. |

## Vanjske poveznice
- Kako napraviti non-stop Heronov vodoskok (engl.)
- Napravite non-stop Heronov vodoskok s plastičnim bocama (engl.)